# Adásztevel, Veszprém
Adásztevel  este un sat în districtul Pápa, județul Veszprém, Ungaria, având o populație de 864 de locuitori (2011). 

## Demografie
Componența etnică a satului Adásztevel
     Maghiari (88,93%)
     Germani (8,55%)
     Romi (2,52%)
Componența confesională a satului Adásztevel
     Reformați (48,03%)
     Romano-catolici (20,14%)
     Fără religie (2,66%)
     Luterani (2,55%)
     Necunoscută (26,62%)
     Alte religii (0,35%)
Conform recensământului din 2011, satul Adásztevel avea 864 de locuitori. Din punct de vedere etnic, majoritatea locuitorilor (88,93%) erau maghiari, existând și minorități de germani (8,55%) și romi (2,52%). Nu există o religie majoritară, locuitorii fiind reformați (48,03%), romano-catolici (20,14%), persoane fără religie (2,66%) și luterani (2,55%). Pentru 26,62% din locuitori nu este cunoscută apartenența confesională.